# 硒酸铝
硒酸铝是一种无机化合物，化学式为Al2(SeO4)3。它可由亚硒酸铝和30%过氧化氢回流反应制得，或由氢氧化铝和略过量的硒酸反应得到。它的水合物Al2(SeO4)3·16H2O和碱式盐AlOH(H2O)5SeO4是已知的。它的复盐，如硒酸铝钾，可从硒酸铝与硒酸钾的混合溶液中结晶出来。
无水Al2(SeO4)3与Fe2(SO4)3同构。